# Duncan B. Mfune
Duncan Burton Mfune (* 27. Januar 1937 in Livingstone, Nordrhodesien; † 10. April 2025 in Lusaka, Sambia) war zwischen den Jahren 1989 und 2005 neuapostolischer Kirchenleiter der Gebietskirche Sambia im Bezirksapostelamt; er war damit nicht nur der erste Bezirksapostel, der allein für den Bereich Sambia zuständig war, sondern auch erster schwarzer Bezirksapostel der Neuapostolischen Kirche.

## Leben
Im Alter von 18 Jahren wurde Duncan B. Mfune von dem Begründer der neuapostolischen Kirche in Sambia, Apostel George Henwood, am 1. Weihnachtstag im Jahre 1955 in Kitwe versiegelt. Nach seinem ersten Amtsauftrag innerhalb der neuapostolischen Kirche, etwa 4 Jahre später, erhielt er mehrere Aufträge, bis Stammapostel Walter Schmidt ihn am 10. Februar 1974 zum Bischof ordinierte. Im darauffolgenden Jahr wurde er gemeinsam mit dem Bischof Barrington Sianga (ebenfalls Sambia) am 14. Mai während eines Jugendtages in Stuttgart von Walter Schmidt zum Apostel ordiniert. Neujahr 1987 wurden die Apostel Sianga und Mwape gemeinsam mit Apostel Duncan B. Mfune beauftragt, den Bezirksapostel Andrew Fernandes als Bezirksapostelhelfer zu unterstützen. Die Amtshandlung führte Stammapostel Hans Urwyler in Düsseldorf durch.
Am 9. Juni 1989 starb der für Malawi, Simbabwe und Sambia zuständige Bezirksapostel Andrew Fernandes im Alter von 72 Jahren. In dem Trostgottesdienst am 18. Juni in Harare, Simbabwe, ordinierte der Stammapostel Richard Fehr gleich zwei Bezirksapostel für den Bereich Malawi, Simbabwe und Sambia. Somit unterteilte er den Bezirk in zwei Teile, nachdem man eingesehen hatte, dass in dem Bereich des verstorbenen Bezirksapostels Fernandes zu viele Mitglieder einem einzigen Bezirksapostel anzuvertrauen wären. Die Gebiete Malawi und Simbabwe wurden fortan von dem neu ordinierten Anthony Fernandes, dem Sohn des früheren Bezirksapostels Hubert Fernandes, betreut, während Duncan B. Mfune zum Bezirksapostel für Sambia ordiniert wurde.
Damit setzte Stammapostel Richard Fehr in seiner Anfangszeit gleich Zeichen für einen Fortschritt innerhalb der neuapostolischen Kirche:
Zum einen zeigte es an, dass die Kirchenführung eine zukünftig größere Anzahl an selbst organisierten afrikanischen Gebietskirchen plane, die damals noch zum größten Teil von den Gebietskirchen Kanada und Frankreich betreut wurden (eigenständig waren bisher außerdem nur die Gebietskirchen Transvaal (oder Südostafrika) und Kapstadt). Zum anderen war mit Duncan B. Mfune erstmals ein dunkelhäutiger Bezirksapostel ordiniert worden, nachdem die afrikanischen Gebietskirchen zuvor nur von ursprünglich aus Europa stammenden Bezirksaposteln geleitet worden waren.
Die langwährende Fortentwicklung der Neuapostolischen Kirche in Sambia intensivierte sich während der Amtszeit Mfunes: 1989 waren 53 000 Bürger in Sambia versiegelt worden, 1991 gar über 60 000. Ende 1991 konnte auch noch eine Mitgliedszahl von 624 000 verbucht werden.
Nach dem Tod des Bezirksapostels Fernandes im Dezember 1994 wurde kein neuer Bezirksapostel für den Bereich Malawi und Simbabwe ordiniert. Die Gebiete wurden den Bezirksaposteln Kitching (Südostafrika) und Mfune anvertraut. Somit hatte sich der Bereich Mfunes noch erweitert, Malawi gehörte ab sofort und bis heute zur Gebietskirche Sambia.
Das weitere Mitgliederwachstum in der Gebietskirche Sambia setzte sich auch nach dieser Veränderung fort. 2000 konnte Sambia mehr als 1 Million neuapostolische Christen zählen, 2001 waren es in Malawi 143 000.
Nachdem er die vorgeschriebene Altersgrenze von 65 Jahren überschritten hatte, wurde Duncan B. Mfune am 13. März 2005 während des letzten Besuches Richard Fehrs in Sambia in den Ruhestand versetzt. Sein Nachfolger wurde Charles Sakavumbi Ndandula, der ihn seit 1995 als Bezirksapostelhelfer unterstützt hatte. Duncan Burton Mfune starb am Morgen des 10. April 2025 im CFB Medical Centre in Lusaka, wo er seit zwei Wochen behandelt wurde.